# Кораополіс (Пенсільванія)
Кораополіс (англ. Coraopolis) — місто (англ. borough) в США, в окрузі Аллегені штату Пенсільванія. Населення — 5559 осіб (2020).

## Географія
Кораополіс розташований за координатами 40°30′53″ пн. ш. 80°9′43″ зх. д. / 40.51472° пн. ш. 80.16194° зх. д. (40.514618, -80.161825).  За даними Бюро перепису населення США в 2010 році місто мало площу 3,78 км², з яких 3,44 км² — суходіл та 0,34 км² — водойми.

## Демографія
Згідно з переписом 2010 року, у селищі мешкало 5677 осіб у 2747 домогосподарствах у складі 1336 родин. Густота населення становила 1500 осіб/км².  Було 3101 помешкання (819/км²).
Расовий склад населення:
| - 83,1 % — білих - 12,0 % — чорних або афроамериканців - 0,4 % — азіатів - 0,2 % — корінних американців - 0,1 % — вихідців з тихоокеанських островів |

До двох чи більше рас належало 3,5 %. Частка іспаномовних становила 1,8 % від усіх жителів.
За віковим діапазоном населення розподілялося таким чином: 19,0 % — особи молодші 18 років, 62,5 % — особи у віці 18—64 років, 18,5 % — особи у віці 65 років та старші. Медіана віку мешканця становила 42,2 року. На 100 осіб жіночої статі у селищі припадало 90,8 чоловіків;  на 100 жінок у віці від 18 років та старших — 87,6 чоловіків також старших 18 років.
Середній дохід на одне домашнє господарство  становив 45 152 долари США (медіана — 34 483), а середній дохід на одну сім'ю — 58 456 доларів (медіана — 47 660). Медіана доходів становила 42 306 доларів для чоловіків та 34 000 доларів для жінок. За межею бідності перебувало 17,0 % осіб, у тому числі 22,1 % дітей у віці до 18 років та 17,6 % осіб у віці 65 років та старших.
Цивільне працевлаштоване населення становило 2691 особа. Основні галузі зайнятості: освіта, охорона здоров'я та соціальна допомога — 22,7 %, роздрібна торгівля — 16,0 %, мистецтво, розваги та відпочинок — 11,4 %, науковці, спеціалісти, менеджери — 11,0 %.

## Відомі люди
- Майкл Кітон (* 1951) — американський актор.